# Nicey-sur-Aire
Nicey-sur-Aire è un comune francese di 113 abitanti situato nel dipartimento della Mosa nella regione del Grand Est.

## Storia

### Simboli
Lo stemma è stato adottato dal comune il 27 settembre 2013. La palma, simbolo di vittoria, si riferisce al toponimo Nicey (anticamente Niceum, Nicei) che, secondo alcune ipotesi, potrebbe derivare dal greco nikaios, "vittorioso".
La fascia ondata rappresenta il fiume Aire.
Le figure del lambello e della fascia sono riprese dal blasone della famiglia che nel Medioevo portava il nome del paese. La merlatura del capo ricorda la casaforte dei feudatari del luogo.
I gigli d'argento in campo azzurro sono un omaggio alla Madonna, patrona della parrocchia.

## Società

### Evoluzione demografica
Abitanti censiti